# Илуватар
Илуватар е герой от творбите на Дж. Р. Р. Толкин „Силмарилион“, „Властелинът на пръстените“ и др. Той създава Айнурите и чрез музиката на Айнурите — света Арда. Наричан е още Еру, Единствения и Баща на всичко.Илуватар не е обичайният герой от едно произведение, тъй като не участва пряко в повествованието (освен може би в началото на „Силмарилион“), а е по скоро скритото присъствие във всичко. В света, който Толкин създава Еру е Бог дори за Боговете. Не просто главен бог (това е по скоро Манве), а техен създател. В света на Толкин има много богове (Валарите) и полубогове (Маярите) (аналози на които могат да бъдат открити в древногръцката и в древноримската митологии), които участват пряко в делата на Арда, като приемат образа на първородните чеда на Илуватар – Елдарите (елфи). Единствен Еру Илуватар стои над всички и всичко без да се намесва в съдбата на света, такава каквато е изпята в песента на Айнурите – „Айнулиндале“.